# Hořejšice
Hořejšice (nářečně Horejšice) jsou malá vesnice, část obce Dřešín v okrese Strakonice v Jihočeském kraji. Nachází se asi 1,5 kilometru severně od Dřešína. Je zde evidováno 10 adres. V roce 2011 zde trvale žilo 26 obyvatel.
Hořejšice leží v katastrálním území Dřešínek o výměře 3,28 km².

## Historie
První písemná zmínka o vesnici pochází z roku 1407.

## Obyvatelstvo
| Rok            | 1869 | 1880 | 1890 | 1900 | 1910 | 1921 | 1930 | 1950 | 1961 | 1970 | 1980 | 1991 | 2001 | 2011 | 2021 |
| -------------- | ---- | ---- | ---- | ---- | ---- | ---- | ---- | ---- | ---- | ---- | ---- | ---- | ---- | ---- | ---- |
| Počet obyvatel | 54   | 51   | 55   | 52   | 64   | 62   | 62   | 37   | 29   | 24   | 20   | 17   | 20   | 26   | 19   |
| Počet domů     | 9    | 9    | 9    | 9    | 9    | 9    | 10   | 10   | 10   | 9    | 6    | 10   | 10   | 10   | 10   |

## Obecní správa
Při sčítání lidu v letech 1850–1909 Hořejšice byly osadou obce Dobrš v okrese Strakonice. V letech 1910–1959 byly osadou obce Dřešínek, se kterým patřily nejprve do okresu Strakonice, ale v roce 1950 v okrese Vimperk. Od roku 1960 jsou částí obce Dřešín v okrese Strakonice.